# フェリーはやとも2
フェリーはやとも2は、石崎汽船グループの松山・小倉フェリーが運航していたフェリー。

## 概要
「はやとも丸」の代船として新来島どっく大西工場で建造され、1987年9月23日に就航した。
2009年11月1日、関西汽船の営業譲渡により、フェリーさんふらわあによる運航となる。
2013年4月1日、フェリーさんふらわあの松山 - 小倉航路撤退により、石崎汽船の完全子会社として設立された松山・小倉フェリーへ航路とともに継承される。
2019年のドック入り時には、塗色を白地に「ISHIZAKI」のロゴが入ったカラーリングに改め1等室の2人定員化や2等室の1人あたりスペースの拡大を行うリニューアルを実施した。
2024年7月1日に引退した。

### 航路
- 松山観光港 - 小倉港（浅野岸壁）

フェリーくるしまと本船で1日1往復を運航する。通常は夜行便のみだが、ドック期間中は片道を昼行便として1隻で往復する臨時ダイヤとなる。2003年まで小倉港は砂津岸壁を発着していた。

## 設計
フェリーくるしまの同型船である。石崎汽船グループへ編入された後も関西汽船時代の緑色の船体塗装を維持していたが、2019年のドック入りで新塗装へ変更された。

## 船内

### 船室
| クラス   | 部屋数 | 定員 | 設備                                   |
| -------- | ------ | ---- | -------------------------------------- |
| 特等A    | 2名    |      | バス・トイレ・洗面台・テレビ・冷蔵庫付 |
| 特等B    | 4名    |      | 2段ベッド、洗面台・テレビ付            |
| 一等     | 6名    |      | 2段ベッド、洗面台・テレビ付            |
| 2等寝台D | 8名    |      | 2段ベッド                              |
| 2等      |        |      |                                        |

### 設備
パブリックスペース
- エントランス
- 案内所

供食・物販設備
- 軽食堂 - 2019年リニューアル時に廃止
- 売店
- 自動販売機

入浴設備
- 大浴場

娯楽設備
- ゲームコーナー - 2019年リニューアル時に廃止

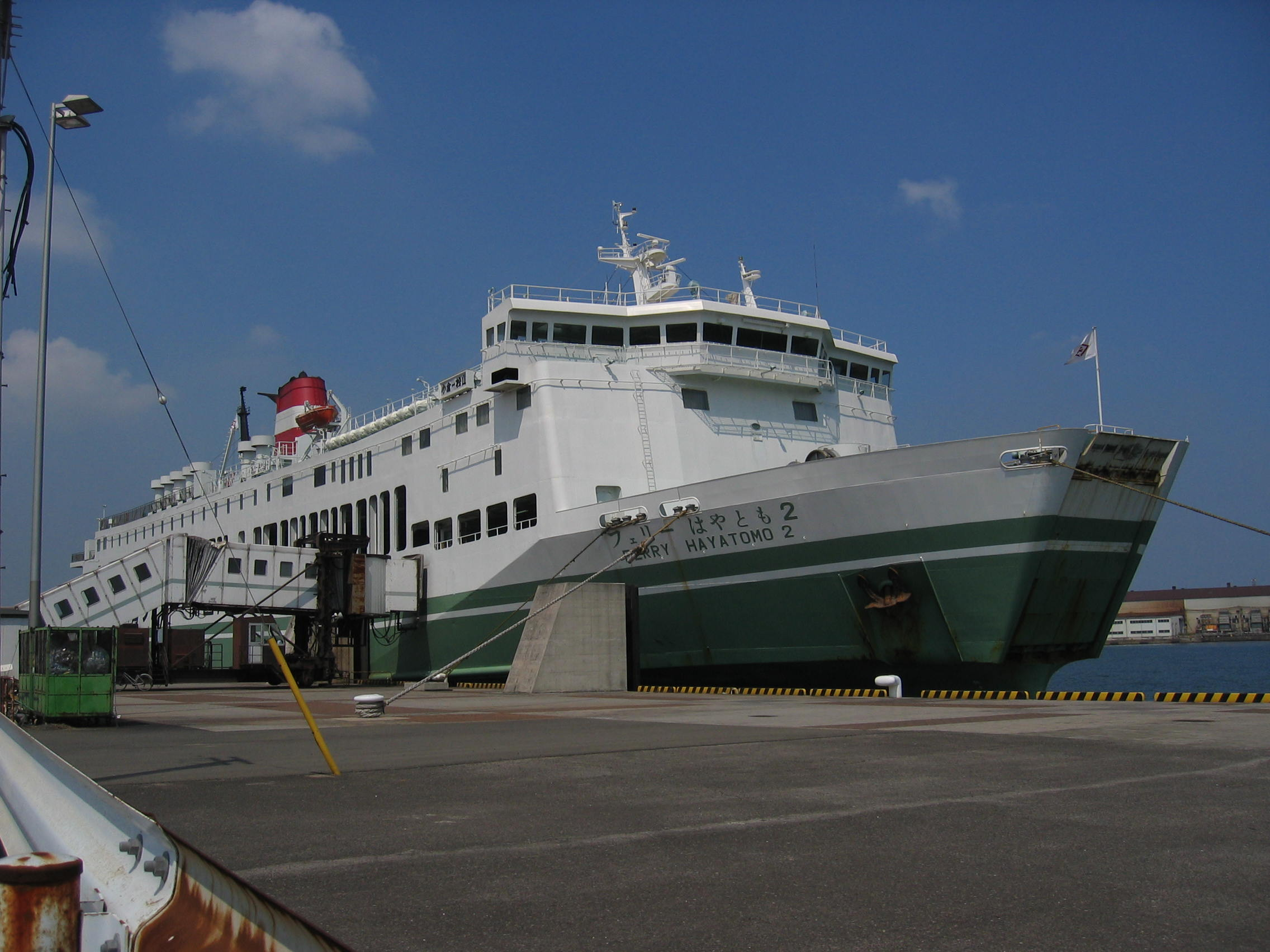
関西汽船時代の意匠を残していた旧塗装　2010年8月撮影

## 事故・インシデント

### 岸壁への衝突
2007年2月20日、4時50分、小倉港から松山観光港へ向かっていた本船は、松山観光港へ着岸する際、 左舷船尾が第1岸壁北端に10度の角度で衝突した。 衝突により、本船は左舷船尾部の外板に亀裂を伴う凹損を生じ、第1岸壁北端の防衝板に擦過傷などを生じた。事故原因は船位の確認が不十分で、第1岸壁に著しく接近したためとされた。